# امارال فرادور
امارال فرادور (به پرتغالی: Amaral Ferrador) یک شهرستان در برزیل است که در ریو گرانده جنوبی واقع شده‌است.

## خصوصیات
امارال فرادور ۵۰۶٫۴۶ کیلومترمربع مساحت و ۶٬۲۵۴ نفر جمعیت دارد و ۱۴۰ متر بالاتر از سطح دریا واقع شده‌است.